# Pashtun Kot (huyện)
Pashtun Kot là một huyện thuộc tỉnh Faryab, Afghanistan. Dân số thời điểm năm 1999 là 157,324 người.